# Gasterosteus aculeatus

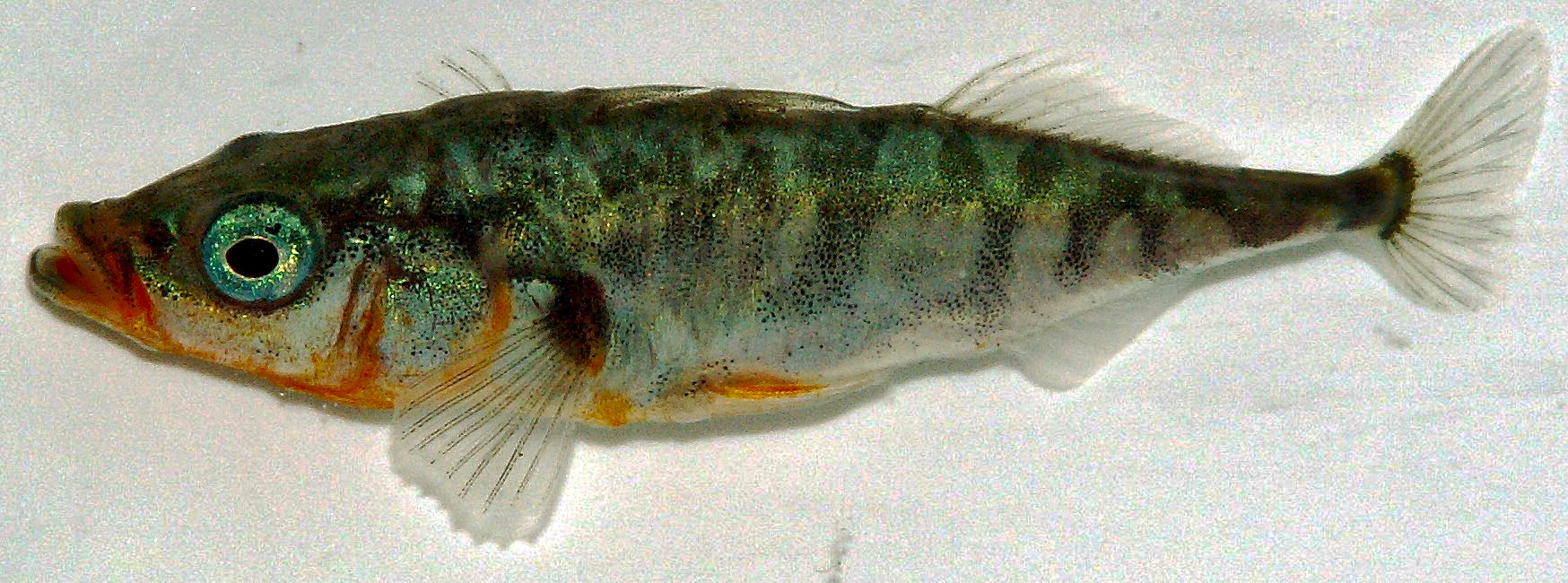
En saison de reproduction, le ventre du mâle prend une teinte rouge ou orangée caractéristique.

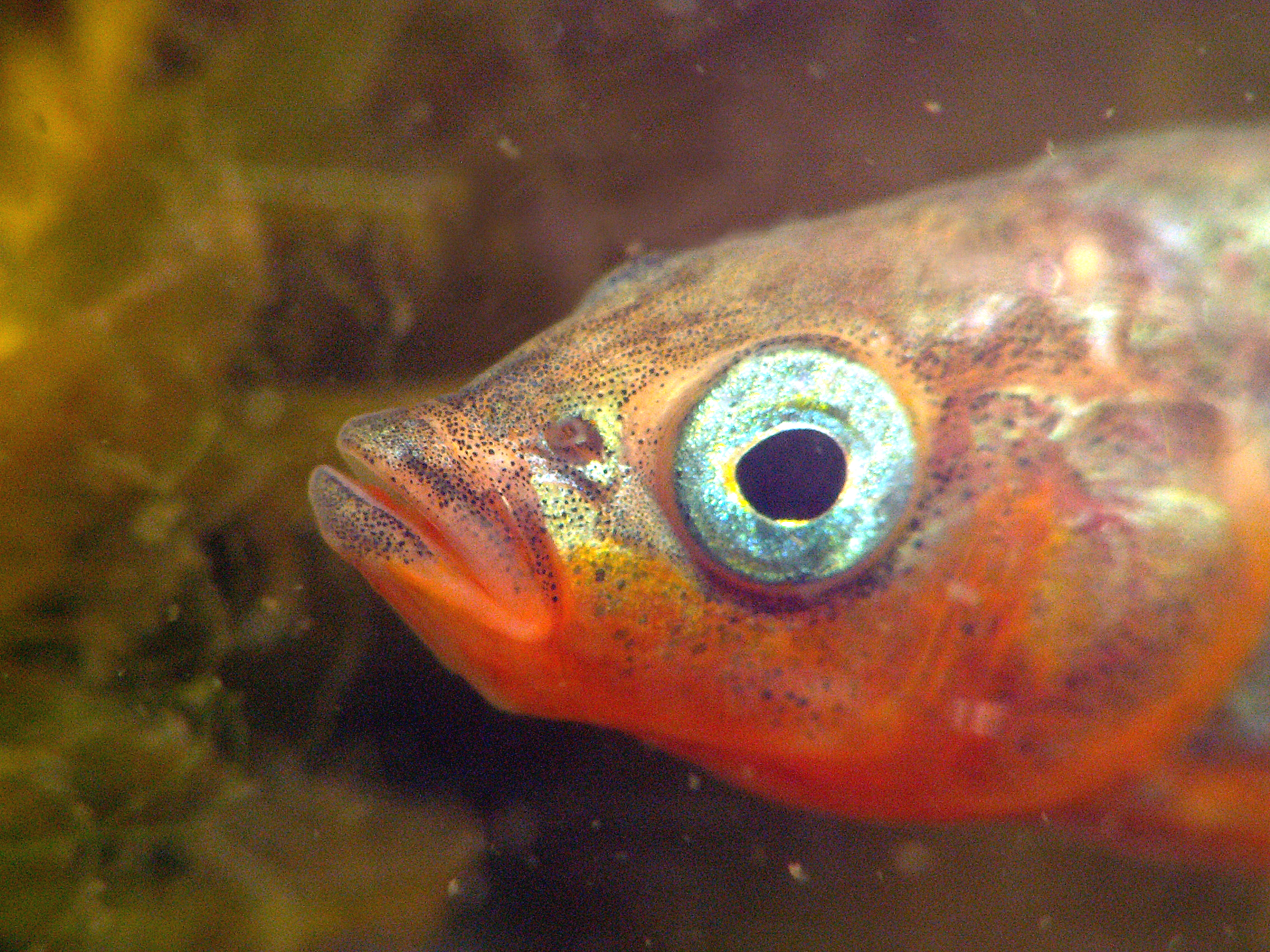
Détail de la tête : la gorge devient rouge et les iris deviennent verts ou bleu-vert et iridescents.

Épinoche à trois épines
Espèce
Statut de conservation UICN

 LC  : Préoccupation mineure
L'épinoche à trois épines (Gasterosteus aculeatus), à ne pas confondre avec l'épinochette, est un petit poisson de la famille des Gasterosteidae. Il était très commun dans l'hémisphère nord et est en voie de régression, sans être encore considéré comme menacé par l'UICN en raison de bonnes capacités estimées de résilience écologique. De petite taille et bardé d'épines, il n'est pas considéré comme une espèce d'intérêt halieutique ou commercial, mais il est arrivé que ce poisson ait été intégré en Scandinavie parmi les poissons transformés en farine de poisson et huile de poisson.

Il est couramment utilisé comme un animal de laboratoire, particulièrement pour des études sur les comportements.

## Noms communs
Cette espèce a plusieurs noms vernaculaires dans le monde francophone : Épinoche, Épinoche à trois épines, arselet, cordonnier, crève-valet, épinart, épinglet. Il est parfois aussi mentionné comme : Étrangle-chat, estrang-la-gat, peispicant, épine, écharde, quatre-épées, estranglo-cat, estancelin, stichling, spinaubé, spinavaou,...

## Distribution
L'épinoche a une aire de répartition circumpolaire et tempérée dans l'hémisphère Nord, couvrant les eaux côtières de l'Eurasie, de l'Islande, de l'Asie de l'Est et de l'Amérique du Nord, y compris le Groenland. En Eurasie, elle se trouve le long des côtes atlantiques, de la mer du Nord, de la mer Baltique, de la mer Noire et de la Méditerranée, y compris le nord de l'Afrique, ainsi que dans certaines eaux douces. Elle a été introduite dans la mer Caspienne, en Suisse, en Italie et dans le haut Danube. En Amérique du Nord, elle s'étend des côtes de l'Alaska à la Basse-Californie et de l'île de Baffin à la baie de Chesapeake, incluant certaines zones intérieures et les Grands Lacs.
En France, cette espèce se rencontre dans les eaux côtières et dans les eaux douces, surtout dans la moitié nord et dans les bassins de la Garonne et du Rhône.

## Habitat
C'est un poisson assez ubiquiste qui peut fréquenter de nombreux habitats.
L'épinoche à deux épines est benthopélagique et anadrome ; on le trouve dans des eaux saumâtres (estuaires, lagunes), marines (près du littoral uniquement), et dans les eaux douces intérieures ; dans ce dernier cas, ce poisson peut vivre et se reproduire dans les ruisseaux et petites rivières à courant modéré, dans des eaux éventuellement isolées (étangs et mares prairiales) et dans les fossés. Mais il semble préférer des eaux propres (non polluées par les insecticides en particulier) et non-acides (pH de 6.0 à 8.0, 7.0 idéalement pour la reproduction), d'une température de 4 °C à 20 °C (jusqu'à 26 °C dans le sud de son aire de répartition), et d'un degré de dureté variant de 4°d GH à 20°d GH, (15 °d GH semblant un optimum pour la reproduction)[réf. nécessaire].

En mer, on l'a trouvé jusqu'à une profondeur de – 300 m. L’épinoche à trois épines apprécie les zones riches en végétation aquatique, mais peut aussi vivre sur des fonds vaseux ou sableux.

## Description
Corps fusiforme et latéralement comprimé. Les écailles sont remplacées par une peau couvrant des plaques osseuses le long de la ligne latérale. Les formes anadromes sont entièrement caparaçonnées de plaques osseuses (37 au maximum sur les côtés) avec un renforcement sur chaque côté du pédoncule caudal. La ligne latérale est garnie de pores microscopiques.
Le dos est brun verdâtre iridescent alors que les flancs et le ventre sont argentés bleutés. Avec l'âge et selon la saison, des marbrures et plus ou moins sombres ornent le dos et les côtés.
L'évolution a doté ce poisson de nombreux aiguillons défensifs :

- la nageoire dorsale (composée de 10 à 14 rayons) est précédée (côté tête) de un à quatre aiguillons espacés très durs. Chaque épine dorsale est séparée des autres et des rayons de la nageoire dorsale, chacune ayant une petite membrane réduite sur la partie postérieure;

- les nageoires ventrales ne sont constituées que d’un seul aiguillon;

- la nageoire anale et transformée en une épine défensive, légèrement recourbée;

- la nageoire caudale (à 12 rayons) est arrondie, sans piquants.
La colonne vertébrale est composée de 29 à 33 vertèbres.
Les lames des branchies sont longues et minces (on en compte 17 à 25 sur le premier arc pour les épinoches vivant en eau douce et une ou deux de plus chez les formes anadromes).
D'environ 4 à 8 centimètres en eau douce, elles sont exceptionnellement jusqu'à 11 cm sur les littoraux.

### Nourriture
Vers, petits crustacés, larves et adultes d'insectes aquatiques, insectes aériens noyés, alevins (jeunes poissons) ou petits poissons.

Il a été signalé des cas de cannibalisme (adultes mangeant des alevins ou œufs).

### Coloration
Le corps est argenté et le dos verdâtre. Le ventre est habituellement jaune, blanc ou gris.
Les formes d’eau douce sont habituellement plutôt brun tacheté ou verdâtre ; alors que les formes anadromes vont du vert au gris bleuté noir. Quelques sous-populations isolées sont uniformément noires. Les rayons pectoraux sont souvent ornées de points noirs.

Hormis pour les populations uniformément noires, le mâle a le ventre et la gorge qui deviennent rouge corail ou orange vif en période de reproduction.

## Reproduction
D'avril à juin, c'est une espèce ariadnophile.
Ce poisson a la particularité de pondre ses œufs dans un nid construit par le mâle à partir de matériel végétal aggloméré par des fils visqueux qu'il secrète. Le mâle y assure la garde des œufs et des larves. Ce poisson peut se reproduire deux fois dans l'année.

Son taux de reproduction, dans de bonnes conditions, lui permet de doubler le nombre d'individus d'un petit noyau de population en moins de 15 mois(K=0.6-1.8; tm=1; tmax=4; Fec=80), mais certains chercheurs suspectent que comme de nombreux autres poissons, il puisse être victime de perturbateurs endocriniens (voir § ci-dessous).
Les jeunes peuvent se déplacer autour d’algues dérivantes ou objets couverts d’algues à la dérive et ainsi coloniser de nouveaux milieu, au gré des inondations ou via les petites rivières et/ou réseaux de fossés.

## Éthologie et reproduction
Il a récemment été démontré que chez cette espèce, les mâles les plus colorés et les plus assidus auprès des femelles n'étaient pas les plus aptes à fertiliser, puis couver les œufs pondus dans le nid par la femelle. Il semblerait que ce soit à cause de la défaillance en énergie consécutive à leur intense cour nuptiale. En revanche, les mâles moins ardents prennent beaucoup plus efficacement soin des œufs, assurant ainsi mieux la descendance de l'espèce. Ceci suggère qu'au regard de la sélection naturelle, la nature est capable de développer et gérer un compromis entre l'investissement dans la parade nuptiale et les soins paternels .

## État des populations et menaces
Il a assez peu de prédateurs à l'état adulte, et l'espèce semble avoir génétiquement adapté son 'armure' à ses prédateurs en réponse à la pression de sélection,, ce qui peut poser problème dans les situations où un prédateur invasif apparait rapidement (ex brochet introduit en Alaska,). Les œufs et les alevins peuvent être mangés par de nombreuses espèces, dont larves de libellules ou divers poissons dont la truite qui pourrait menacer certaines populations relictuelles.
Bien que ce poisson était autrefois considéré comme très résistant et très abondant, il est en forte régression et a même disparu d'une partie de son aire de répartition.
Parmi les causes suspectées, outre la pollution générale de l'environnement, et la destruction ou dégradation des zones humides par le drainage et les pesticides (insecticides notamment), des chercheurs étudient les perturbateurs endocriniens qui peuvent affecter le sexe-ratio, la fertilité et le taux de reproduction de nombreux poissons (et probablement d'autres organismes aquatiques ; gastéropodes, moules..). C'est le cas notamment des perchlorates qui peuvent transformer des femelles en hermaphrodites vrais,, avec aussi des effets comportementaux et sur la nage . Ceci a demandé la mise au point de méthodes analytiques adaptées aux perchlorate dans les tissus de poissons. L'épinoche est considérée comme l'un des bons modèles pour l'étude (là où elle est présente) de la présence de perturbateurs endocriniens (PE) et de certains stress (stress oxydant, exposition aux pesticides..),,. Divers biomarqueurs d'exposition sont pour cela utilisés ; analysés dans le muscle ou le foie, en complément de l'observation au microscope d'éventuelles anomalies des gonades (indices d'intersexuation tels que tissus testiculaires apparaissant sur les ovaires ou inversement).
À l'inverse, le long des côtes suédoises, l'épinoche prolifère au détriment de poissons plus gros (perches et brochets) qui sont habituellement les prédateurs des épinoches adultes. Avec l'élévation de la population d'épinoches, les brouteurs et le zooplancton disparaît au profit d'algues filamenteuses et finalement, c'est tout l'écosystème qui s'appauvrit.

## Utilisation par l'homme
L'espèce est considérée comme étant d'un intérêt commercial mineur pour la pêche et d'usage aquariophile limité aux aquariums publics. Elle est cependant parfois capturée à des fins commerciales en Scandinavie et transformée en farine de poisson et en huile. Ce poisson est fréquemment utilisé comme animal de laboratoire.

### Utilisation comme poisson-modèle
Cette espèce facile à élever et au comportement sexuel et territorial marqué est utilisée comme espèce modèle en écotoxicologie.
Elle a été utilisée pour étudier la cinétique environnementale du mercure en Alaska. Elle présente certaines caractéristiques intéressantes pour la bioindication
Pour mieux comprendre cette espèce, on étudie aussi les phénomènes de spéciation, sa dynamique de populations et sous-populations, son histoires ou ses préférences biogéographiques ainsi que ses caractères morphogénétiques et les relations de populations exclusivement dulcaquicoles récemment dérivées d'un ancêtre putatif anadrome,,.

### Vidéographie
- Reproduction de l'épinoche (BBC, Durée : 01:50)